# Baby, Baby
Baby, Baby – pierwszy singel polskiego zespołu muzycznego Blue Café, nagrany w stylu pop, promujący jej trzeci album studyjny „Ovosho”. Jest to pierwsza piosenka nagrana z nową wokalistką zespołu Dominiką Gawędą.